# Roberto Francisco Ferrería Paz
Roberto Francisco Ferrería Paz (Montevidéu, 5 de junho de 1953) é um bispo católico uruguaio-brasileiro, titular da Diocese de Campos.

## Biografia
Filho de Roberto Angel Ferrería e Glória Paz de Ferrería. Fez seus estudos de Filosofia no Seminário Maior Nossa Senhora da Conceição, em Viamão. Os estudos de Teologia, junto ao Instituto de Teologia e Ciências Religiosas da Pontifícia Universidade Católica do Rio Grande do Sul, e também no Instituto Teológico da Arquidiocese de São Sebastião do Rio de Janeiro.
Obteve uma especialização em História, na Universidade de Montevidéu, e o Mestrado em Direito Canônico, no Instituto Superior Arquidiocesano de Direito Canônico do Rio de Janeiro. Além disso, tem especializações em Notariado Eclesiástico, Direito Matrimonial Católico, Aperfeiçoamento para juízes e funcionários de Tribunais Eclesiásticos, Bioética, Ética em Pesquisa, Espiritualidade, Bioética e tradições religiosas.
Foi ordenado sacerdote no dia 16 de dezembro de 1989 e incardinado na Arquidiocese de Porto Alegre. Nos anos de 1990 e 1991 foi vigário da Paróquia São Luiz Gonzaga, em Porto Alegre.
O sacerdote atuou como conselheiro do Serviço Interconfissional de Aconselhamento, (SICA); diretor espiritual regional do Encontro de Casais com Cristo (ECC), desde 1995, no Rio Grande do Sul e Santa Catarina; representante católico do Grupo de Diálogo inter-religioso de Porto Alegre, professor de Direito Canônico e de Direito Eclesiástico da Pontifícia Universidade Católica do Rio Grande do Sul e do Instituto Teológico São João Vianney (CETJOV), no Seminário de Viamão, de 1990 a 1996.
Foi membro do Conselho de Presbíteros e do Colégio de Consultores da arquidiocese de Porto Alegre, delegado arquidiocesano na Comissão Regional de Ecumenismo, coordenador de Pastoral da Área Petrópolis, secretário do Comitê de Ética em Pesquisa do Hospital Cardiologia, de Porto Alegre; porta-voz da Arquidiocese de Porto Alegre, assistente eclesiástico do Jornal Novo Milênio, assistente eclesiástico da Associação de Dirigentes Cristãos de Empresa. 
Padre Roberto participou de entidades e Organizações Não-Governamentais. Foi membro fundador do Movimento de Profissionais Católicos, da Associação de Juristas Católicos, do Grupo de Diálogo inter-religioso em Porto Alegre e membro da Associação Brasileira de Canonistas. 
Juiz do Tribunal Eclesiástico, de 1990 a 2006 e Vigário Judicial do Tribunal Interdiocesano Regional de Segunda Instância, desde 2006. Foi presidente da Comissão Arquidiocesana para as Comunicações Sociais.
De 1992 a 2007, foi pároco da Paróquia Nossa Senhora da Paz, em Porto Alegre.
No dia 19 de dezembro de 2007 foi nomeado pelo Papa Bento XVI como Bispo Auxiliar da Arquidiocese de Niterói com a sede titular de Accia.
No dia 22 de fevereiro de 2008 foi ordenado bispo na Catedral Metropolitana de Porto Alegre, por Dom Alano Maria Pena, Co-celebrantes Dom Dadeus Grings e Dom Altamiro Rossato. Dom Roberto escolheu como lema de vida episcopal: In libertatem vocati estis.
Aos 8 de junho de 2011 o Papa Bento XVI o nomeou para bispo da Diocese de Campos. 